# Salvia barellieri
Salvia barrelieri es una especie de planta perenne de la familia de las lamiáceas que se encuentra en el Norte de África, Marruecos, Túnez, Argelia y el suroeste de España, por lo general entre las elevaciones de 500-1200 metros. 

## Descripción
Alcanza 2 metros de altura, con hojas grandes y onduladas de color verde grisáceo. La inflorescencia es de casi un metro de altura, con flores de color lavanda, brillantes o azuladas, todas al mismo tiempo.

## Taxonomía
Salvia barrelieri fue descrita por Andreas Ernst Etlinger y publicado en Commentatio Botanico-Medica de Salvia. 46. 1777.
Etimología
Ver: Salvia
Sinonimia
- Salvia bicolor Lam., Tabl. Encycl. 1: 69 (1791)
- Salvia dichroa Hook.f. in Curtis's Bot. Mag. ser. 3 28: tab. 6004 (1872)
- Salvia inamoena Vahl, Enum. Pl. 1: 269 (1804)
- Salvia malacitana Pau in Mem. Mus. Ci. Nat. Barcelona, Ser. Bot. 1: 60 (1922)
- Salvia pluripartita Pau in Mem. Real Soc. Esp. Hist. Nat. 12: 374 (1924)
- Salvia pseudobicolor Batt. & Pit. in Pit., Contr. Fl. Maroc 30 (1918)[3]
- Epiadena bicolor (Lam.) Raf.
- Salvia crassifolia Jacq.
- Salvia pyrenaica Vahl
- Sclarea bicolor (Lam.) Soják[4]

## Nombres comunes
- Castellano: hierba del empeine, maro andaluz.[5]